# Xysmalobium fluviale
Xysmalobium fluviale är en oleanderväxtart som beskrevs av P. Bruyns. Xysmalobium fluviale ingår i släktet Xysmalobium och familjen oleanderväxter. Inga underarter finns listade i Catalogue of Life.